# Салчак, Василий Савырович
Василий Савырович Салчак (род. 14 декабря 1960) — тувинский литературовед, один из составителей «Словника урянхайско-тувинской энциклопедии», главный специалист Научного архива Тувинского института гуманитарных и прикладных социально-экономических исследований при Правительстве Республики Тыва, старший научный сотрудник сектора литературы Тувинского института гуманитарных исследований при Правительстве Республики Тыва, редактор научно-популярного журнала «Башкы», редактор литературно-художественных передач ГТРК «Тыва», заведующий научным архивом ТИГИ. Член Союза журналистов России. Председатель Благотворительного фонда по увековечению героев Ковдинского сражения.

## Биография
Родился в селе Шуй Бай-Тайгинского района Тувинской АССР. Окончил Шуйскую среднюю школу, филологический факультет Кызылского государственного педагогического института. Работал учителем русского языка и литературы в Шуйской средней школе. Затем был переведен вторым секретарем Бай-Тайгинского райкома комсомола. Работал редактором научно-популярного журнала «Башкы», редактором литературно-художественных передач ГТРК «Тыва». С 1990 года — старший научный сотрудник сектора литературы Тувинского института гуманитарных исследований при Правительстве РТ; главный специалист Научного архива Тувинского института гуманитарных и прикладных социально-экономических исследований при Правительстве Республики Тыва.

## Творчество
Василий Савырович Салчак — член Союза журналистов России; исследователь жизни и творчества Сергея Пюрбю, Степана Сарыг-оола, Салчака Тока и других тувинских писателей. Составитель книг «Тыва чогаалчылар дугайында демдеглелдер» (2000), «Тыва чогаалчылар болгаш очулдурукчулар дугайында демдеглелдер» (2005), «Аныяк чогаалчыларга дуза» (2003), «Уран сɵстүӊ ужуу» (2010), «Тываларныӊ аӊныыр ажыл-агыйыныӊ дугайында чамдык медээлер» (2010), «Архив писателя Сергея Пюрбю по тувинской литературе и культуре» (2013), «Хомду шивээзин хостааны» (2013), «Ондар Дарыманыӊ чыып бижээни үлегер домактар» (2014), «Шагаа йɵрээлдери» (2015), «Чогаалдыӊ судалы — алдын шыгжамырда» (2015), «Тɵɵгүге даянмышаан — келир үеже» (2015), «Сарыылдыг ɵгбениӊ алдын үүжези» (2016).
Салчак В. С. написаны и опубликованы десятки научных и литературно-критических статей о произведениях тувинских писателей С. Пюрбю, О. Саган-оола, А.Үержаа, К-Э Кудажы, Н.Конгара, С. Сарыг-оола, Е. Тановой, Ч. Куулара, О. Сеглеңмей и др.
В своих трудах В. Салчак знакомит читателей с материалами по творчеству тувинских писателей Сергея Пюрбю, Кызыл-Эника Кудажы, Александра Тамба-Сюрюна, Ондара Сегленмея, Екатерины Тановой, Антона Уержаа: предлагает художественный анализ их произведений, свое видение поэтического мира писателей, размышляет о роли литературы в обществе. В. Салчак написаны обзорные и персональные статьи о тувинских писателях Черлиг-оола Куулара, Александра Даржая, Чульдума Чапа, Ондара Дарыма.
Его статьи о тувинских писателях были напечатаны в периодических изданиях «Шын», «Тываның аныяктары», «Эртем сɵзү», «Тувинская правда», «Сылдысчыгаш».

## Основные публикации
1.Салчак В. С. Чогаалдың судалы — алдын шыгжамырда: литература-публицистиг чүүлдер / Василий Салчак; Тываның гуманитарлыг болгаш социал-экономиктиг тускай шинчилелдер институду. — Кызыл : Аныяк, 2015. — 148 с.
2.Салчак В. С. Тыва чогаалчылар дугайында демдеглелдер / Василий Салчак — Кызыл: КУЭПО «Аныяк», 2000. — 68 с.
3.Салчак В. С. Тыва чогаалчылар болгаш очулдурукчулар дугайында демдеглелдер / Василий Салчак. — Кызыл: КУЭПО «Аныяк», 2005. — 90 с.
4.Салчак В. С. Уран сɵстүӊ ужуу/ Василий Салчак. — Абакан: ООО "Кооператив «Журналист», 2010. — 144 с.

## Статьи
1.Салчак В. С.А. Үержааның бойдус дугайында шүлүктери // Улуг-Хем. — 1991. — № 78. — Ар. 162—172.
2.Салчак В. С. С. Пюрбю — тыва чечен чогаал шинчилээр эртемниң үндезилекчизи // Тезисы научной конференции, посвященной 50-летию ТНИИЯЛИ. — Кызыл, 1995. — С. 35-36.
3.Салчак В. С. Народный писатель Тувы: [к 85-летию С. Б. Пюрбю] // Башкы. — 1998. — № 5-6. — С. 47-48.
4.Салчак В. С. Чүгүрүк угаан болгаш салым-чаяан // Башкы. — 1999. — № 2. — Ар. 32-36.
5.Салчак В. С. Делгем, ханы көрүштүг чогаалчы: [О. Сегленмейниӊ дугайында] // Улуг-Хем. — 1999. — № 2. — Ар. 40-47.
6.Салчак В. С. Конгар Николай Салчакович: [к 60-летию со дня рождения составителя учебников «Төрээн чугаа» 2 кл., Класстан дашкаар номчулга ному. 1-3 кл.] // Люди и события. Год 2000. — Кызыл, 1999. — С. 39-40.
7.Салчак В. С. Кудажи Кызыл-Эник Кыргысович (1929): [70 лет со дня рождения] // Люди и события. Год. 1999. — Кызыл, 1999. — С. 59-60. — Библиогр. c. 60-62.
8.Салчак В. С. Народный писатель Тувы — Кызыл-Эник Кудажы // 55 лет в составе России: тезисы докладов науч.-практич. конф. — Кызыл, 1999. — С. 23-24.
9.Салчак В. С. Поэзия чогаалдарың — өскен чуртуң өлчей-кежии: [о творчестве К-Э. Кудажы] // Юбилеи писателей: сб. ТывГУ. — Кызыл, 1999. — С. 107—110.
10.Салчак В. С. С. Сарыг-оол биле С. Пюрбю. Чогаадыкчы болгаш намдар-төөгүлүг харылзаалар // Юбилеи писателей: материалы науч.-практич. конф., посвящ. 90-летию С. Сарыг-оола. — Кызыл, 1999. — С. 24-28.
11.Салчак В. С. Ужуп унген уявыс: [Шуй колазынын доозукчуларынын дугайында] // Башкы. — 1999. — 4. — Ар. 91.
12.Салчак В. С. Уйгу чок Улуг-Хемниң кол маадырлары // Улуг-Хем. — 1999. — № 2-3. — Ар. 40-47.
13.Салчак В. С. Шеми бажы сериин чайлаг …: [А. Тамба-Сюрюнүӊ дугайында] // Башкы. — 1999. — № 3. — Ар. 71-74.
14.Салчак В. С. Баштайгы базымнар: [Баштайгы тыва херээжен эртемден-чогаалчы Е. Танованың юбилейинге уткуштур] // Башкы. — 2000. — № 2. — Ар. 85-87.
15.Салчак В. С. «Белые пятна» в судьбе поэта Сергея Пюрбю // Гуманитарные исследования в Туве. — М., 2001. — С. 218—229.
16.Салчак В. С. «Бөрүлерни аңнаары» деп чечен чугааның төөгүзүнге хамаарыштыр // Улуг-Хем. — 2002. — № 1. — Ар. 158—164.
17.Салчак В. С. К. Т. Аракчааның демдеглелдер дептеринден // Башкы. — 2003. — № 4. — Ар. 66-68.
18.Салчак В. С. Салчак В. С. «Ынакшылдыӊ ширээзинге» хамаарыштыр //Шын. — 2003. — Ноябрь 27.
19.Салчак В. С. Моолда тываларның материалдыг болгаш сагыш-сеткил культуразының кадагалының дугайында // Библиотека в жизни общества, развитии науки и образования: материалы междунар. науч.-практич. конф. (22-23 сентября 2004 г.). — 2004. — С. 26-28.
20.Салчак В. С. Салгалдарга үүже: [О. Дарыманыӊ дугайында] // Улусчу эртемден — Ондар Дарыма. — Новосибирск, 2004. — Ар. 5-11.
21.Салчак В. С. С. Пюрбюнуң шүлүктеринде бурунгу түрк бижимелдерниң аян-хөөнү // Письменное наследие тюрков: тезисы Междунар. симпозиума, посвящ. 110-летию дешифровки орхоно-енисейской письм. и 100-летию выхода в свет труда Н.Ф, Катанова «Опыт исследования урянхайского языка». — Кызыл, 2003. — Ар. 48-51.
22.Салчак В. С. Сергей Пюрбюнуң очулга ажылы // Башкы. — 2003. — № 4. — Ар. 64-66.
23.Салчак В. С. Чап Монгушевич Чулдум: [65 харлаанынга] // Люди и события. Год. 2004. — Кызыл, 2004. — С. 49-50; Хорум-Дагның оглу: [башкы, чогаалчы, критик Ч. М. Чаптың 65 хар оюнга] // Салчак В. С. Тыва чогаалчылар болгаш чогаалдар дугайында демдеглелдер / Василий Салчак; ред. М. Б. Кунгаа. — Кызыл, 2005. — Ар. 76-77.
24.Салчак В. С. Сергей Пюрбюнуң Ада-чурттуң улуг дайынының чылдарында (1941—1945) чогаадыкчы ажыл-чорудулгазы // Салчак В. С. Тыва чогаалчылар болгаш чогаалдар дугайында демдеглелдер / Василий Салчак; ред. М. Б. Кунгаа. — Кызыл, 2005. — Ар. 23-41.
25.Салчак В. С. Черлиг-оол Кууларныӊ ындынныг ырларының төөгүзү: [Ч. Ч. Кууларның үш шүлүүнге хамаарыштыр үш этюд] // Салчак В. С. Тыва чогаалчылар болгаш чогаалдар дугайында демдеглелдер / Василий Салчак; ред. М. Б. Кунгаа. — Кызыл, 2005. — Ар. 66-71.
26.Салчак В. С. Комбу Бижек. Уран сөстүң мергени, угулзалыг сиилбигниң тергиини // Люди и события. год 2007. — Кызыл, 2006. — Ар. 13-15.
27.Салчак В. С. Феликс Шаажаң-Хөөевич Сеглеңмей (Ондар): [90 харлаан] / В. С. Салчак // Люди и события. Год. 2007. — Кызыл, 2006. — С. 18-20.
28.Салчак В. С. Сенгел чонунуң эгээртинмес байлаа: [2007 чылдың октябрьда ТГШИ-ниң аас чогаал экспедициязының дугайында] // Улуг-Хем. — 2008. — № 4. — Ар. 116—122.
29.Салчак В. С. Ондар Сеглеңмейниң «Тын дээш демисел» деп тоожузунга хамаарыштыр // Улуг-Хем. — 2007. — № 1-2. — Ар. 146—154.
30.Салчак В. С. К-Э. К. Кудажының публицистиказы // Тыва чечен чогаал: сөөлгү үениң шинчилелдери. — Кызыл: КУБ Тываполиграф, 2009. — Ар. 163—174.
31.Салчак В. С. Олдсон дэвтэр — орхигдсон судалгаа // Шинжлэх ухаан амьдрал. — 2010. — № 1. — Ар. 76-80.
32.Салчак В. С. Сергей Пюрбийн шулгуудэд эртний турэг бичээсийн аялга // Оюуны хэлхээ. Эрдэм шинжилгээний бичиг / эрхэлсэн Г. Цэцэгдарь. — Улаанбаатар, 2010. — Боть II (07). — С. 150—161.
33.Салчак В. С. Тожу анчыныӊ чугаалары // Салчак В. С., Монгуш Б. Б., Баярсайхан Б. Тываларныӊ аӊныыр ажыл-агыйыныӊ дугайында чамдык медээлер. — Кызыл: Аныяк, 2010. — Ар. 6-26;
34.Тываларныӊ балыктаар аргалары // Салчак В. С., Монгуш Б. Б., Баярсайхан Б. Тываларныӊ аӊныыр ажыл-агыйыныӊ дугайында чамдык медээлер. — Кызыл: Аныяк, 2010. — Ар. 27-41;
35.Аӊчылар болгаш балыкчылар дугайында тыва аас чогаалы // Салчак В. С., Монгуш Б. Б., Баярсайхан Б. Тываларныӊ аӊныыр ажыл-агыйыныӊ дугайында чамдык медээлер. — Кызыл: Аныяк, 2010. — 42-57.
36.Салчак В. С. Моолда тываларның материалдыг болгаш сагыш-сеткил культуразының кадагалының дугайында //
37.Салчак В. С. Тываның улустуң чогаалчызы С. А. Сарыг-оолга хамаарышкан ТГШИ-ниң Бижимелдер фондузунда материалдар // В печати.
38.Салчак В. С. Төөгүлүг бажыңнар: С. Пюрбюнуң 95 харлаанынга, С. Сарыг-оолдуң 100 харлаанынга // В печати.
39.Салчак В. С. ТГШИ-ниң Аас чогаал фондузунда Сүт-Хөл кожууннуң тоолчуларындан, чеченнеринден болгаш ыраажыларындан бижиткилээн материалдар // 2008 чылдың июль айынга чедир байдал-биле.
40.Салчак В. С. «Үлегер-Далайның» очулдурукчузу Оюн Люндүп Хелиң дугайында // Ученые записки / ТИГИ. — Кызыл, 2010. — Вып. XXII. — Ар. 450—457.
41.Салчак В. С. «Революстуг арат» сеткүүл: [сеткүүлдү эде адааныныӊ 75 чылынга] // Летопись Тувы — 2012. — Кызыл, 2011. — С. 31-33..
42.Салчак В. С. Олег Карламович Саган-оол // Люди и события Тувы: календарь-хронограф — 2013. — Кызыл, 2012. — С. 57-59. — Библиогр. с. 60-61.
43.Салчак В. С. Тыванын чогаалчылар эвилели: 70 чылынга // Летопись Тувы — 2012. — Кызыл, 2011. — Ар. 54-59; // Ученые записки / ТИГИ. — Кызыл, 2012. — Вып. XXIII. — С. 542—547.
44.Салчак В. С. Бээзи кожууннуӊ 260 чылдаан оюн таварыштыр (Россия биле Тываныӊ демнежилгезиниӊ 100 чыл оюнга) // Тɵɵгүге даянмышаан — келир үеже: (Бээзи кожууннуӊ 260 болгаш Хемчик кожууннуӊ 250 чыл оюнга тураскааткан эртем-практиктиг конференцияларныӊ материалдары. — Кызыл: Тываполиграф, 2015. — Ар. 7-13.
45.Салчак В. С. Долаан Сүре-Чажыкпайныӊ чеди ада ачы-үре салгалдары // Тɵɵгүге даянмышаан — келир үеже: (Бээзи кожууннуӊ 260 болгаш Хемчик кожууннуӊ 250 чыл оюнга тураскааткан эртем-практиктиг конференцияларныӊ материалдары. — Кызыл: Тываполиграф, 2015. — Ар. 17-21.
46.Салчак В. С. Улуг Шуйнуӊ Кара-Донгактары // Тɵɵгүге даянмышаан — келир үеже: (Бээзи кожууннуӊ 260 болгаш Хемчик кожууннуӊ 250 чыл оюнга тураскааткан эртем-практиктиг конференцияларныӊ материалдары. — Кызыл: Тываполиграф, 2015. — Ар. 24-25.
47.Салчак В. С. С. А. Сарыг-оолдуӊ «Ангыр-оолдун тоожузунда» Бээзи кожууннуӊ кыргыс, тулуш … тɵрел-бɵлүктерниӊ чагырыкчылары // Тɵɵгүге даянмышаан — келир үеже: (Бээзи кожууннуӊ 260 болгаш Хемчик кожууннуӊ 250 чыл оюнга тураскааткан эртем-практиктиг конференцияларныӊ материалдары. — Кызыл: Тываполиграф, 2015. — Ар. 65-67.
48.Салчак В. С. Салчак ɵгбелерим салгалдары // Тɵɵгүге даянмышаан — келир үеже: (Бээзи кожууннуӊ 260 болгаш Хемчик кожууннуӊ 250 чыл оюнга тураскааткан эртем-практиктиг конференцияларныӊ материалдары. — Кызыл: Тываполиграф, 2015. — Ар. 74-76.
49.Салчак В. С. Адыг-Түлүштерниӊ Сонам чагырыкчызы // Тɵɵгүге даянмышаан — келир үеже: (Бээзи кожууннуӊ 260 болгаш Хемчик кожууннуӊ 250 чыл оюнга тураскааткан эртем-практиктиг конференцияларныӊ материалдары. — Кызыл: Тываполиграф, 2015. — Ар. 96-98.